# Univerzita Pardubice
Univerzita Pardubice (latinský název Universitatis Pardubicensis) je česká veřejná vysoká škola univerzitního typu se sídlem v Pardubicích a dislokovanými pracovišti v České Třebové a Litomyšli, vše Pardubický kraj. Vznikla roku 1950 jako jednofakultní Vysoká škola chemická, od roku 1953 Vysoká škola chemicko-technologická, a svůj současný název nese od 31. března 1994. S více než 7 000 studenty bakalářských, magisterských i doktorských studijních oborů se řadí mezi středně velké univerzity. Tvoří ji sedm fakult.

## Historie

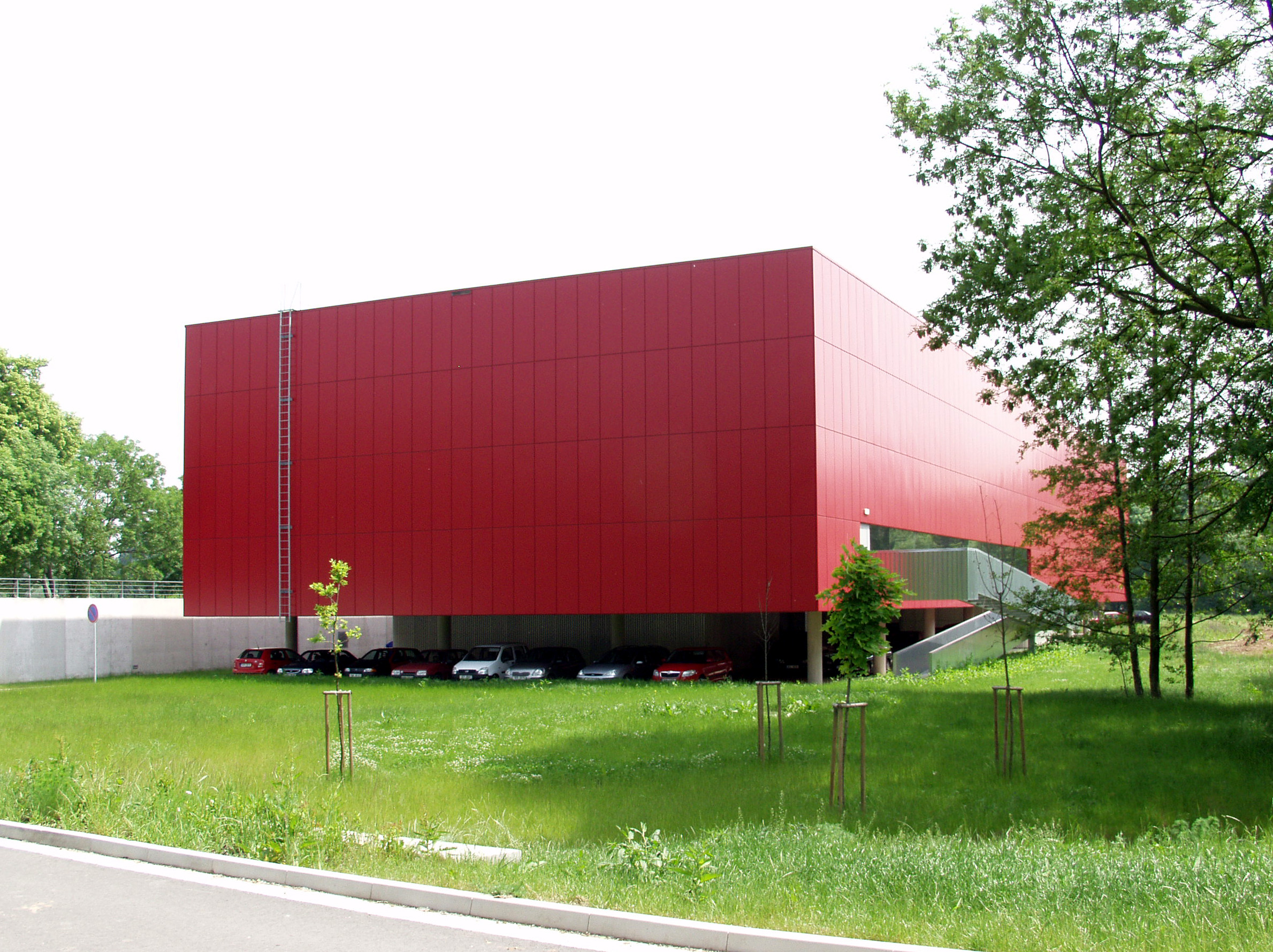
Tělovýchovná zařízení Univerzity Pardubice

Historie pardubické univerzity je svázána s rozvojem dopravní sítě a potravinářského, strojního a chemického průmyslu v celém regionu. Zdejší chemické podniky navrhly zřízení Vysoké školy chemické už roku 1945, přičemž její vznik československá vláda schválila 27. června 1950. Výuka byla zahájena 15. října 1950 v prostorách pekařské a cukrářské průmyslovky a od akademického roku 1951/1952 se univerzita přemístila do státní průmyslové školy na náměstí Čs. legií. Tuto budovu využívá dodnes. Prvním a dlouholetým rektorem univerzity byl prof. Jiří Klikorka.
V roce 1953 se název školy změnil na Vysokou školu chemicko-technologickou (VŠChT). V té době se jednalo o jednofakultní vysokou školu. Zázemí školy se postupně rozšiřovalo, například na počátku 60. let bylo k historické budově průmyslové školy přistavěno severní a západní křídlo, v Doubravicích na okraji města byl postaven areál pro technologické katedry a v obvodu Pardubice II byly vybudovány nové vysokoškolské koleje, menza a tělovýchovná zařízení – zde se nyní nachází hlavní univerzitní kampus.
Univerzitou se pardubická vysoká škola stala 17. ledna 1991 přijetím nového statutu, který znamenal zřízení dvou fakult; dosavadní Fakultu chemicko-technologickou doplnila nová Fakulta územní správy (od roku roce 1993 Fakulta ekonomicko-správní). Jako třetí vznikla roku 1993 Dopravní fakulta Jana Pernera. V roce 1994 se v souvislosti s tímto rozvojem změnil název školy na Univerzitu Pardubice. V roce 1997 byla otevřena nově postavená Univerzitní knihovna, ke které byla roku 1999 připojena aula s řadou poslucháren. Jako v pořadí čtvrtá fakulta vznikla v roce 2001 Fakulta humanitních studií, která nese od roku 2005 název Fakulta filozofická. V červenci 2005 byla v Litomyšli založena Fakulta restaurování, v roce 2007 byla zřízena Fakulta zdravotnických studií (v letech 2002–2006 Ústav zdravotnických studií) a v roce 2008 byla zřízena Fakulta elektrotechniky a informatiky (v letech 2002–2007 Ústav elektrotechniky a informatiky). Od roku 2008 tak má univerzita sedm fakult. 
Rozvoj univerzity stále pokračuje. Brněnská architektonická kancelář Kuba & Pilař architekti pro pardubickou univerzitu navrhla dvojici budov – Tělovýchovná zařízení Univerzity Pardubice (realizace 2007) a nový areál Fakulty chemicko-technologické (dokončen v listopadu 2008), které získaly hlavní cenu Grand Prix architektů za rok 2009. V roce 2011 univerzita získala půlmiliardovou podporu pro výstavbu Výukového a výzkumného centra v dopravě (VVCD) v technologickém areálu v Doubravicích a celkovou rekonstrukci objektu v centru města v rámci projektu Univerzitní IT pro vzdělávání a výzkum (UNIT).

## Rektor
Ve funkci rektora Univerzity Pardubice se za dobu její historie vystřídalo 10 osobností. Současným rektorem univerzity je prof. Ing. Libor Čapek, Ph.D.
Přehled rektorů Univerzity Pardubice:

## Fakulty

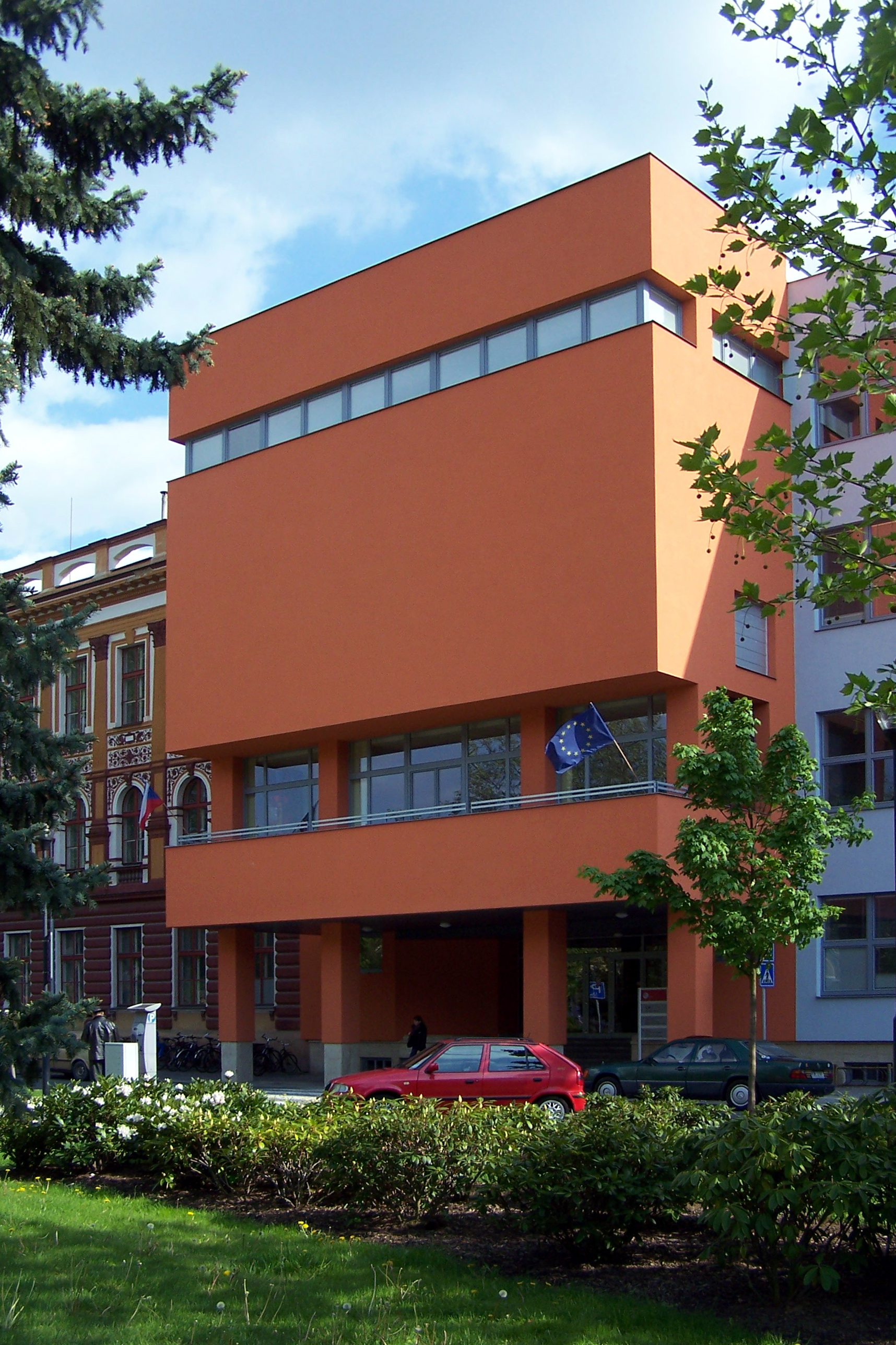
Budova Univerzity Pardubice na náměstí Čs. Legií. Vlevo je vidět původní budova státní průmyslové školy, moderní část byla přistavěna v 60. letech a nedávno rekonstruována.

- Fakulta chemicko-technologická (FChT) – založena roku 1950 jako Vysoká škola chemická, později Vysoká škola chemicko-technologická, od roku 1991 jako Fakulta chemicko-technologická
- Fakulta ekonomicko-správní (FES) – založena roku 1991 jako Fakulta územní správy, od roku 1993 je již pod současným názvem
- Dopravní fakulta Jana Pernera (DFJP) – založena roku 1993
- Fakulta filozofická (FF) – založena roku 1992 jako Ústav cizích jazyků, od roku 1995 působila jako Ústav jazyků a humanitních studií, od 2001 jako Fakulta humanitních studií a od roku 2005 působí pod současným názvem
- Fakulta restaurování (FR) v Litomyšli – vznikla roku 2005
- Fakulta zdravotnických studií (FZS) – založena roku 2002 jako Ústav zdravotnických studii, od roku 2007 jako samostatná fakulta
- Fakulta elektrotechniky a informatiky (FEI) – založena roku 2002 jako Ústav informatiky, od roku 2003 jako Ústav elektrotechniky a informatiky, od roku 2008 jako samostatná fakulta

| Fakulty Univerzity Pardubice |
|                              |

## Účelová pracoviště a zařízení
- Centrum informačních technologií a služeb (CITS)
- Univerzitní knihovna (UK)
- Univerzitní konferenční centrum (UKC)
- Centrum transferu technologií a znalostí (CTTZ)
- Jazykové centrum (JC)
- Katedra tělovýchovy a sportu (KTS)
- Správa kolejí a menzy (SKM)
- Vydavatelství a polygrafické středisko (VPS)
- Technický odbor (TO)

## Insignie a logo

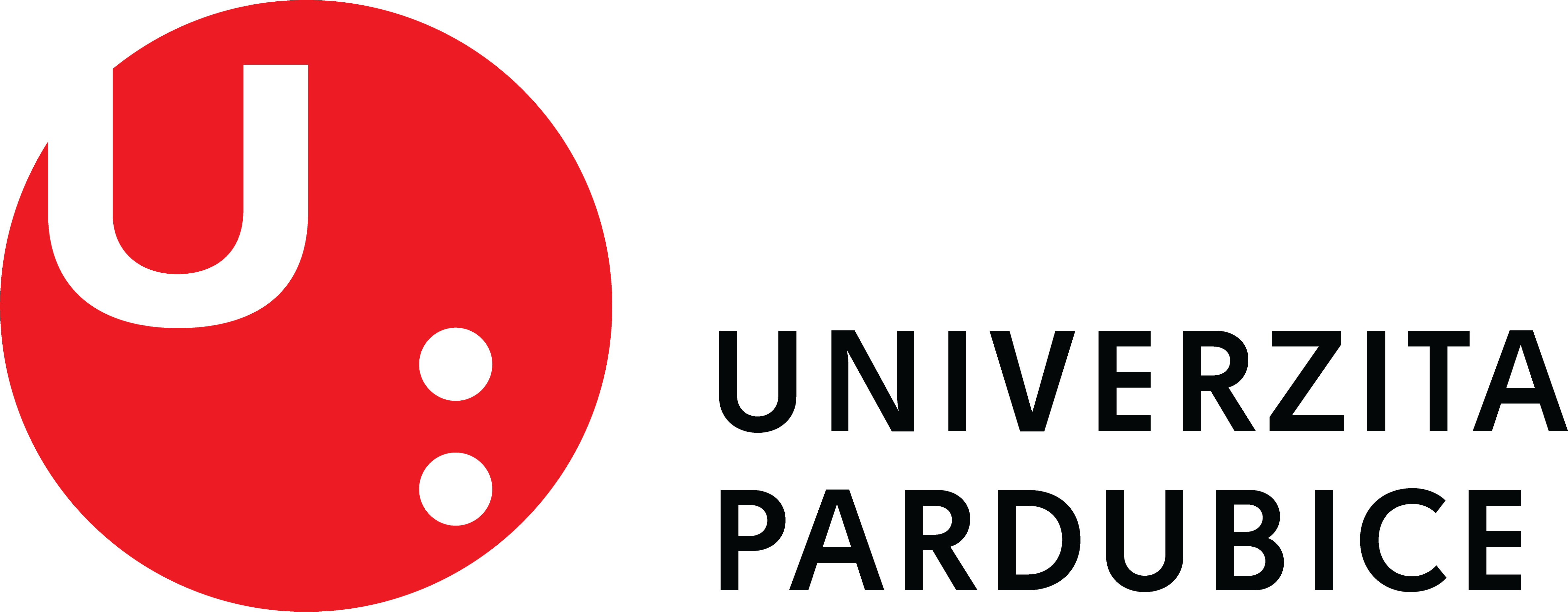
Logo univerzity používané od roku 2019

### Logo
Do října roku 2004 univerzita používala jako logo historický znak univerzity – půlkůň a latinský název UNIVERSITAS PARDUBICENSIS. Původní logo je vidět na titulní straně Zpravodaje Univerzity Pardubice ve formátu, jak byl vydáván do čísla 38, červen 2004. Loga fakult ze stejného období jsou pak vyobrazena v mimořádném čísle z prosince 2001. Motiv původního znaku univerzity je však dosud využíván na pečeti Univerzity Pardubice.
Od začátku akademického roku 2004/2005 zavedla univerzita nový jednotný vizuální styl včetně moderní podoby loga. Logo univerzity jako celku je v červené barvě, loga fakult jsou pak rozlišena jak názvem fakulty, tak i individuálním barevným odlišením. Logo v sobě nese i jisté propojení na heraldický symbol města, hlavu a šíji koně, kterou je možné nalézt v místě propojení písmene „U“ a obvodem kruhu.

### Insignie
Mezi insignie Univerzity Pardubice patří dle jejího statutu žezla, řetězy a taláry. Insignie Univerzity Pardubice byly předány akademickým funkcionářům (rektoru, prorektorům, děkanům a proděkanům fakult) dne 27. září 2000. Tyto insignie nahradily do té doby používané insignie předchůdkyně Univerzity Pardubice – Vysoké škole chemicko-technologické. Fakulty do rok 2000 své vlastní insignie neměly. Prvotní sada insignií byla vytvořena pro univerzitu a tři v té době existující fakulty. Soubor insignií vytvořil akademický sochař Jindřich Plotica. Taláry akademických funkcionářů byly vytvořeny podle návrhu výtvarníka Petra Zemana.